# Серовица
Серовица или Баничка река (изписване до 1945 година: Сѣровица, местно произношение Сяровица, на гръцки: Άγιοι Ανάργυροι, Агии Анаргири) е река в Егейска Македония, Гърция, на която е разположен град Сяр (Серес).

## Път
Серовица извира от планината Шарлия (Врондос) южно под връх Ляксово (1432,5 m) и тече на юг под името Циклата. При изоставеното Баница (Кариес) сменя посоката си на югозападна и носи името Баничка река (произнасяно в района ряка). Южно от село Фращани (Орини) приема Фратската (Фрътската) река или Али Баба. При Йешил тепе завива на югоизток и минава през Сяр и след града се влива в Бродската река (Буланъка) като десен приток.